# Woning Beukman
Woning Beukman is een als monument beschermd huis in art-nouveaustijl in de Belgische stad Elsene (Brussels Hoofdstedelijk Gewest), ontworpen door de in Elsene gevestigde architect Albert Roosenboom (1871-1943) en gebouwd in 1900. De woning maakt deel uit van van een eclectische huizenrij.

## Beschrijving van de gevel
De gevel van woning Beukman wordt beschouwd als een van de beste voorbeelden van de art nouveau in Brussel. Van het smeedwerk aan de voordeur en het hekwerk op het balkon zijn vooral de details opvallend. De art nouveau staat voor organische en dynamische vormen. Deze organische vormen zijn duidelijk op de gevel zichtbaar. Twee duidelijke voorbeelden zijn de twee deuren op de begane grond, waarvan het glaswerk versierd is met smeedijzeren versiering, en ook de ramen op de bovenverdiepingen. De architect zorgde ook voor duidelijke overgangen tussen metaalliggers (verticaal) en ramen (horizontaal).

## Beschrijving van het plan
Aan de straatkant bevindt zich aan de rechterkant achtereenvolgens het bureau en de hal. Aan de linkerkant, achter de deur, bevindt zich een doorsteek naar de garage. De keuken bevindt zich aan de tuinkant van het huis, met aansluitend de eetkamer. In het huis is ook een wasruimte voorzien.